# 방강
방강(方綱, 1400년 ~ ?)은 조선의 문신이다. 본관은 온양(溫陽), 자(字)는 군필(君弼), 호(號)는 경재(敬齎)이다. 할아버지는 고려 때 판전교시사(判典校侍事), 참의를 역임한 방순(方恂)이고, 할머니는 조선 개국공신 윤호(尹虎)의 장녀 파평 윤씨이다.
1447년(세종 29년) 친시 문과(親試文科)에 급제(及第)하여 헌납(獻納)·사성(司成)·정언(正言)·흡곡현령·사간(司諫)·이천부사를 역임하고, 1454년(단종 2년) 승정원(承政院) 좌승지(左承旨)에 올랐다.
계유정난 이후 1456년(세조 2) 부인 순천 김씨가 김종서의 손녀라는 이유로 화(禍)를 입어 연안 온천(延安 溫泉) 천복현(天福峴)으로 유배를 당하기도 했다. 이후 관직에 복직하여 성종 때 성균관전적(成均館典籍)을 지냈다. 그의 묘는 경기도 연천군 전곡읍 양원리 독점말에 있다.

## 생애
1447년(세종 29년) 친시 문과(親試文科)에 급제(及第)하여 헌납(獻納), 사성(司成), 정언(正言), 흡곡현령, 사간(司諫), 이천부사를 역임하고, 1454년(단종 2년) 승정원(承政院) 좌승지(左承旨)에 올랐다.
1466년(세조 12년) 공조 판서 구종직(丘從直)이 왕에게 학문을 일으키는 조건(條件)을 올렸는데, "공자(孔子)의 말씀에, ‘그대의 아는 사람만 천거하라.’고 했으니, 전 사성(司成) 신(臣) 주백손(朱伯孫)·전 사예(司藝) 신(臣) 임수겸(林守謙)·전 직강(直講) 신(臣) 이극증(李克增)·검상(檢詳) 신(臣) 이극기(李克基)·경력(經歷) 신(臣) 구치동(丘致峒)·군수(郡守) 신(臣) 김영벽(金映壁)·현감(縣監) 신(臣) 김석통(金石通)·신(臣) 방강(方綱) 등 8인은 학술(學術)이 정밀(精密)하고 심오(深奧)하므로, 모두가 남의 스승이 될 만합니다. 그들의 관작 차례에 따라서 성균관(成均館)이든지 종학(宗學)이든지 사학(四學)의 책임을 맡긴다면, 학도(學徒)들이 반드시 모두 자제(子弟)가 되기를 즐겨하고 부형(父兄)이 자제(子弟)를 소속시키기를 원하는 사람도 마땅히 또한 많을 것이니, 이것도 또한 학문을 일으키는 한 부분입니다.”라고 하였다.
성종 6년(1475년) 1월 14일 왕실 종친(宗親) 등이 아뢰기를,
“종학 사회(宗學司誨) 방강(方綱)은 학문이 정통(精通)하고 교회(敎誨)함에 게을리 하지 않았습니다. 이제 흡곡 현령(歙谷縣令)으로 보임되어 나갔는데, 신 등의 소망에 어그러지니, 청컨대 유임하여 교훈(敎訓)하게 하소서.”하니, 그대로 따랐다.
성종 6년(1475년) 4월 6일(갑신) 성균관 전적(成均館典籍) 방강(方綱) 등 세 사람이 윤대(輪對)하였다.

## 가족
- 증조부 : 방언휘(方彦暉)
  - 조부 : 방순(方恂) - 판전교시사(判典校侍事), 참의(參議)
  - 조모 : 파평 윤씨 - 조선 개국공신 윤호(尹虎)의 장녀
    - 부 : 방운실(方芸實)
    - 모 : 남양 홍씨(南陽 洪氏)
      - 부인 : 순천 김씨 - 김종서의 손녀

    - 고모 : 숙녕택주(淑寧宅主) 온양 방씨(溫陽 方氏)
    - 고모부 : 남경문(南景文, 1370년 ~ 1395년) - 영의정 남재(南在)의 장남
      - 사촌 : 남지(南智) - 좌의정
      - 사촌 : 남간(南簡) - 직제학
      - 사촌 : 남휘(南暉) - 조선 태종의 넷째 딸 정선공주(貞善公主)와 혼인

인천광역시 강화군 교동면 대룡리에 성균관사성을 지낸 방강(方綱)의 후손들이 온양 방씨 집성촌을 이루어 세거하면서 방곡동, 방골이라는 지명이 유래한다.

## 좌승지방강묘
경기도 연천군 전곡읍 양원리에 조선 초기의 문신인 방강(方鋼)의 묘가 있다. 묘는 반원 형태로 부인 순천김씨(順天金氏)의 묘와 함께 2기가 서쪽을 향하고 있으며 묘의 앞쪽에는 1974년에 새로 세운 묘비(墓碑)와 상석(床石), 향로석(香爐石), 망주석(望柱石) 2기 등의 석물이 있다. 봉분의 크기는 왼쪽의 순천김씨 묘가 직경 380cm, 높이 120cm 오른쪽의 방강의 묘가 직경 390cm, 높이 110cm이다.